# Preduelo
El preduelo es la vivencia de pérdida de un ser querido anterior a su muerte.
Si bien el duelo se da tras la muerte, su elaboración puede comenzar antes: el preduelo no debe confundirse con un elaboración previa, más bien se trata de la vivencia por la que ya no encontramos en el ser querido a aquel que recordamos, no porque haya muerto sino porque el proceso terminal lo muestra diferente a como solía ser.
La pérdida de capacidades físicas y cognitivas que produce una enfermedad llevan a la desfiguración de las personas, a lo cual se une los medios de la persona afectada por el preduelo ante la, más o menos, inminente pérdida del ser querido; todos estos elementos confluyen para crear este estado o vivencia.
Según Navarro Serer (ver referencias) se trataría de un duelo no por quien ya no vive, sino por quien ya no es más como hace poco era.
Este sentimiento de preduelo puede devenir en duelo anticipatorio, de forma que la vivencia tras la muerte sea más o menos normalizada.